# Pathographie
 (septembre 2012).
La pathographie est une branche de la paléopathologie qui s'intéresse, comme elle, à l'étude médicale de restes humains anciens mais dans les rares cas de sujets où l'on dispose de quelques connaissances biographiques ou d'un portrait.
Elle concerne souvent des personnalités célèbres et permet de démêler le vrai du faux dans les chroniques, les anecdotes et les légendes historiques. 
Les recherches menées dans ce cadre par Philippe Charlier et son équipe ont ainsi permis d'apporter un éclairage sur les causes de la mort d'Agnès Sorel, la maîtresse du roi de France Charles VII, de déterminer la réelle nature des prétendues reliques de Jeanne d'Arc, de proposer une identification des restes attribués à Louis XI et à sa seconde épouse Charlotte de Savoie dans le cadre d'une étude dirigée par Patrice Georges, de mettre au jour la dépouille de Diane de Poitiers à Anet, d'affirmer avoir authentifié une tête momifiée comme celle d'Henri IV, authentification controversée.
Des colloques internationaux de pathographie sont organisés depuis 2005, d'abord à Loches (2005, 2007), en 2009 à Bourges, en 2012 à Saint-Jean-de-Côle, en 2013 à Bergues, à Nancy du 22 au 24 mai 2015, et à Martigues du 8 au 10 septembre 2017. Les actes de ces manifestations scientifiques sont publiés chez l'éditeur De Boccard à Paris.